# Vila Jiřího Stibrala
Vila Jiřího Stibrala je vlastní rodinná vila architekta Jiřího Stibrala, která stojí v Praze 4-Michli v ulici U Plynárny, na jižním svahu vrchu Bohdalec. Od roku 1958 je chráněna jako nemovitá kulturní památka České republiky.

## Historie
Neorenesanční vilu postavil v letech 1894–1906 podle vlastního návrhu architekt Jiří Stibral. Spolumajitelem a druhým stavebníkem byl architektův bratr Karel Stibral, povoláním zahradník. Plány byly podepsány 30. června 1894 a schváleny v srpnu téhož roku. Na výstavbě se podíleli také tesařský mistr Josef Bobek a stavitelé Doležal a Lupíšek ze Žižkova.
V roce 1919 dům výrazně rozšířil arch. Alois Zima, který přístavkem propojil vilu se svahem a lodžii s terasou. Roku 1940 byly upraveny některé vnitřní prostory a změněna terasa podle plánů Lubomíra Zimy.

## Popis
Vila postavená na svahu v původně rozsáhlé zahradě má hlavní průčelí směřující na jih. V prvním patře nad okny obíhá celou budovu profilovaná kordonová římsa; všechna nároží mají kvádrování. Korunní římsa vily je lemovaná zubořezem.
Hlavní fasáda na jižní straně je tříosá s plasticky zdůrazněným trojdílným oknem, jehož šambrána silně předstupuje. Okno má v dolní části parapet s kuželkovou balustrádou. Okna v ose na pravé straně měla původně také kuželkovou balustrádu, nyní ji má pouze trojdílné okno v přízemí, které je polokruhově zakončené. K dvoukřídlým proskleným dveřím v přízemí vedou žulové schody. Pravá část jižní fasády má dvě prosklené terasy - v přízemí a v prvním patře.
Na východní straně za terasami má vila vysunutou čtyřbokou třípatrovou schodišťovou vížku s nástavcem v horní části. Ve schodišťové věži je hlavní vstup do domu, vstupní dveře jsou jednokřídlé, celovýplňové, s proskleným horním dílem.
Severní fasáda je obrácená ke svahu. Její dvě vystupující postranní části ohraničují průčelí. Vysokou zeď v přízemí po vybraném terénu lemuje v horní části v úrovni svahu zábradlí tvořené jedním prutem děleným dvěma krátkými pilíři. Po stranách bočních částí jsou pergoly, ke kterým vedou žulové schody. Vystupující boční část je řešena jako prosklená terasa se vstupem do zahrady.
Západní fasáda má čtyři osy oken a v prvním patře třikrát lomený arkýř. Nad okny v prvním patře probíhá vlys s malými kruhovými okénky, který prochází i do hlavního průčelí; nad ním pak korunní římsa.
Součástí vily jsou boční pergoly, opěrné zdi a schodiště na zahradě.